# Reis de Paula
Carlos Alberto Reis de Paula (Pedro Leopoldo, 26 de fevereiro de 1944), ou apenas Reis de Paula, é um professor, jurista e magistrado aposentado brasileiro. Foi o primeiro presidente afro-brasileiro do Tribunal Superior do Trabalho, entre 2013 e 2014.

## Biografia
Formou-se em Direito pela Universidade Federal de Minas Gerais, em 1970, e licenciou-se em Filosofia pela Faculdade de Divinópolis. Mestre (1984) e Doutor (2000) pela Faculdade de Direito da UFMG, foi professor de Direito do Trabalho e Direito Processual do Trabalho da mesma universidade e, desde 1999, é professor adjunto da Universidade de Brasília (UnB).
Iniciou a carreira no serviço público como professor do Colégio Estadual de Pedro Leopoldo. Em 1972, foi aprovado em concurso público para técnico de controle externo do Tribunal de Contas da União (TCU). Obteve segundo lugar nas provas escritas para Procurador da República e no concurso para Juiz do Trabalho Substituto da 3ª Região (Minas Gerais). Presidiu Juntas de Conciliação e Julgamento e chegou, por merecimento, ao Tribunal Regional do Trabalho de Minas Gerais.
Ministro do Tribunal Superior do Trabalho (TST) desde 25 de junho de 1998, foi presidente da Terceira e Oitava Turmas do TST e diretor da Escola Nacional de Formação e Aperfeiçoamento de Magistrados do Trabalho (Enamat) no biênio 2007-2009. Em 2 de março de 2009, assumiu a Corregedoria-Geral da Justiça do Trabalho para o biênio 2009-2011. Integrou o Conselho Superior da Justiça do Trabalho como membro eleito de 2007 a 2009, e como membro nato, por ser Corregedor-Geral da Justiça do Trabalho, de 2009 a 2011. Indicado pelo TST, tomou posse como conselheiro do Conselho Nacional de Justiça em 15 de agosto de 2011.
Tomou posse como Presidente do TST no dia 5 de março de 2013 e aposentou-se no dia 26 de fevereiro de 2014. É autor de livros e artigos diversos.
É torcedor do América Mineiro, clube do qual já integrou o Conselho Deliberativo.

## References
1. ↑  «Sociedade brasileira é 'racista', afirma futuro presidente negro do TST». G1. Globo. Consultado em 23 de janeiro de 2013
2. ↑  «30 - Carlos Alberto Reis de Paula - Galeria dos ex-Dirigentes - TST». www.tst.jus.br
3. ↑  «Reis de Paula toma posse como primeiro presidente negro do TST». globo.com. 5 de março de 2013